# Widzew Łódź (koszykówka)
Widzew Łódź – polski żeński klub koszykarski z siedzibą w Łodzi. Spadkobierca tradycji – założonej w 1965 – sekcji koszykówki RTS Widzew. Założycielem i pierwszym trenerem był Stanisław Szletyński.
W 1989 i 1990 roku klub był bliski awansu do ekstraklasy. W kwietniu 2008 r. zawodniczki Widzewa wygrały turniej barażowy, zapewniając sobie awans do nowo tworzonej centralnej I ligi kobiet. W sezonie 2009/2010 zajęły 2. miejsce w I lidze i dzięki lepszemu bilansowi bezpośrednich spotkań z SMS PZKosz Łomianki koszykarki Widzewa wywalczyły awans do PLKK. W zespole występowała Miss Polonia województwa łódzkiego 2008 i wicemiss Polonia 2008 Karolina Filipkowska. Zespół po nieudanym sezonie 2014/2015 zajął ostatnie miejsce w tabeli Tauron Basket Ligi Kobiet i spadł z najwyższej klasy rozgrywkowej w Polsce po pięciu latach występowania w niej. Klub znany był z polityki transferowej opartej na grze wyłącznie polskimi zawodniczkami. W sezonie 2013/2014 postanowiono odstąpić od tej zasady. Pierwszą zawodniczką spoza Polski została Tynikki Crook, pochodząca z USA podkoszowa. Drugą zawodniczką, która dołączyła w tym samym sezonie, była Sarah Boothe, młodzieżowa reprezentantka USA, z którą parafowano kontrakt także na sezon 2014/2015.

## Informacje ogólne

### Władze klubu
- Prezes: Ryszard Andrzejczak
- Wiceprezes: Beata Pisarkiewicz (gimnastyka artystyczna)
- Sekretarz: Jan Gabara (boks)
- Zarząd:  Łukasz Czuku, Krzysztof Tomporek, Tomasz Sadłecki

### Sztab szkoleniowy
- I trener: Mariusz Wójcik (od 31.07.2024)

## Historia

### Zawodniczki

#### Zagraniczne
(Stan na 2 września 2020)

- Leona Jankowska (2011–2013)
- Tynikki Crook (2013/2014)
- Sarah Boothe (2013–2015)
- Angela Rodriguez (2014/2015)
- Cecilia Okoye (2014/2015)
- Arina Biłocerkiwśka (2014/2015)
- Angel Robinson (2014/2015)
- Angela Beadle (2016/2017)
- Roddreka Rogers (2016/2017)
- Kathleen Scheer (2017)
- Darja Zawidna (2017/2018)
- Brandi Harvey-Carr (2017/2018)
- Amanda Dowe (2018)
- Amina Marković (2018)
- Klaudia Periša (2018/2019)
- Dominique Wilson (2018/2019)
- Katarina Vučković (2018–2020)
- Ijeoma Ajemba (2019)
- Taylor Emery (2019/2020)
- Jazmine Davis (2020)

### Historyczne składy

#### Skład w sezonie 2017/2018
Stan na 20 marca 2018, na podstawie.
| Nr | Poz. | Nar.              | Nazwisko i imię       | Data urodzenia | Wzrost | Masa ciała |
| -- | ---- | ----------------- | --------------------- | -------------- | ------ | ---------- |
| 4  | G    | Polska            | Kawczyńska, Patrycja  | 1999-02-27     | 172 cm |            |
| 5  | PG   | Polska            | Kopciuch, Adriana     | 1995-04-19     | 167 cm |            |
| 6  | G    | Polska            | Kudelska, Anna        | 1998-03-27     | 169 cm |            |
| 7  | SG   | Polska            | Kawczyńska, Marta     | 1999-02-27     | 169 cm |            |
| 8  | S/F  | Polska            | Leśniak, Natalia      | 2000-07-02     | 174 cm |            |
| 10 | G/F  | Polska            | Schmidt, Roksana      | 1992-11-22     | 180 cm |            |
| 12 | S/F  | Polska            | Leśniak, Julia        | 2000-07-02     | 174 cm |            |
| 13 | G    | Polska            | Drop, Julia           | 1995-01-13     | 174 cm |            |
| 15 | F    | Polska            | Gertchen, Klaudia     | 1996-07-11     | 182 cm |            |
| 17 | C/F  | Polska            | Zapart, Wiktoria      | 1996-01-13     | 187 cm |            |
| 21 | F    | Ukraina           | Zawidna, Darja        | 1993-08-27     | 185 cm |            |
| 24 | PF   | Stany Zjednoczone | Scheer, Kathleen      | 1989-09-11     | 187 cm |            |
| 30 | G    | Polska            | Paździerska, Elżbieta | 1988-11-05     | 170 cm |            |
| 31 | C/F  | Polska            | Wybraniec, Maria      | 2000-05-03     | 183 cm |            |
| 34 | F    | Polska            | Gzinka, Natalia       | 1998-06-18     | 178 cm |            |
| 44 | C    | Stany Zjednoczone | Harvey-Carr, Brandi   | 1994-09-16     | 193 cm |            |
| 45 | SF   | Polska            | Stępień, Wiktoria     | 2000-04-19     | 176 cm |            |
| –  | G    | Polska            | Rzeźnik, Wiktoria     | 2000-03-20     | 173 cm |            |

Trener:  Dejan Kovačević
W trakcie sezonu odeszli: Dariusz Raczyński (trener, 2017-12-15)

#### Kadra (sezon 2016/2017)
| Nazwisko             | Pozycja                           | Kraj              | Data urodzenia | Wzrost (cm) |
| -------------------- | --------------------------------- | ----------------- | -------------- | ----------- |
| Angela Beadle        | środkowa                          | Stany Zjednoczone | 09.08.1993     | 190         |
| Sylwia Bujniak       | rozgrywająca/rzucająca            | Polska            | 06.02.1996     | 174         |
| Julia Drop           | rozgrywająca/rzucająca            | Polska            | 13.01.1995     | 174         |
| Kinga Dzierbicka     | rozgrywająca                      | Polska            | 11.02.1997     | 168         |
| Klaudia Gertchen     | niska skrzydłowa/silna skrzydłowa | Polska            | 11.07.1996     | 182         |
| Natalia Gzinka       | niska skrzydłowa/silna skrzydłowa | Polska            | 18.06.1998     | 180         |
| Paulina Kossowska    | niska skrzydłowa/silna skrzydłowa | Polska            | 26.01.1997     | 178         |
| Magdalena Kruszyńska | rzucająca/niska skrzydłowa        | Polska            | 24.09.1990     | 179         |
| Anna Kudelska        | rozgrywająca/rzucająca            | Polska            | 27.03.1998     | 169         |
| Aleksandra Pawlak    | niska skrzydłowa/silna skrzydłowa | Polska            | 27.08.1984     | 187         |
| Magdalena Pisera     | rzucająca/niska skrzydłowa        | Polska            | 08.03.1995     | 178         |
| Magdalena Ratajczak  | silna skrzydłowa/środkowa         | Polska            | 12.12.1995     | 188         |
| Roddreka Rogers      | niska skrzydłowa/silna skrzydłowa | Stany Zjednoczone | 01.12.1993     | 183         |
| Wiktoria Zapart      | niska skrzydłowa/silna skrzydłowa | Polska            | 13.01.1996     | 187         |

#### Kadra (sezon 2011/2012)
| Nazwisko           | Pozycja                           | Kraj   | Data urodzenia | Wzrost (cm) |
| ------------------ | --------------------------------- | ------ | -------------- | ----------- |
| Daria Dziwulska    | niska skrzydłowa                  | Polska | 16.07.1992     | 179         |
| Barbara Głocka     | rozgrywająca/rzucająca            | Polska | 08.01.1988     | 183         |
| Leona Jankowska    | silna skrzydłowa/środkowa         | Polska | 05.10.1977     | 190         |
| Anna Kolasa        | niska skrzydłowa                  | Polska | 20.03.1992     | 178         |
| Lidia Kopczyk      | rozgrywająca                      | Polska | 28.02.1988     | 174         |
| Lucyna Kotonowicz  | rzucająca/niska skrzydłowa        | Polska | 05.03.1986     | 172         |
| Paulina Misiek     | silna skrzydłowa                  | Polska | 10.05.1987     | 184         |
| Justyna Okulska    | silna skrzydłowa                  | Polska | 30.09.1987     | 186         |
| Aleksandra Pawlak  | niska skrzydłowa/silna skrzydłowa | Polska | 27.08.1984     | 187         |
| Kamila Polit       | silna skrzydłowa                  | Polska | 03.09.1988     | 182         |
| Magdalena Rzeźnik  | rozgrywająca/rzucająca            | Polska | 22.07.1983     | 171         |
| Anna Tondel        | silna skrzydłowa/środkowa         | Polska | 03.03.1977     | 183         |
| Kamila Trojanowska | rozgrywająca/rzucająca            | Polska | 28.10.1986     | 170         |

### Transfery w sezonie 2011/12

#### Przybyły
- Barbara Głocka – Utex ROW Rybnik
- Leona Jankowska – ŁKS Siemens AGD Łódź
- Paulina Misiek – AZS Rzeszów
- Magdalena Rzeźnik – Odra Brzeg

#### Ubyły
- Małgorzata Chomicka – Super Pol Tęcza Leszno
- Eliza Gołumbiewska – INEA AZS Poznań
- Joanna Górzyńska-Szymczak – Artego Bydgoszcz
- Katarzyna Kenig – ŁKS Siemens AGD Łódź
- Natalia Małaszewska – Odra Brzeg
- Olga Żytomirska – ŁKS Siemens AGD Łódź

### Trenerzy Widzewa
- 1965-1966 Stanisław Szletyński
- 1966-1969 Henryk Walczak
- 1969-1973 Sławomir Zdep
- 1973-1974 Barbara Nartowska
- 1974-1975 Jerzy Jabczyński
- 1975 Witold Rupf
- 1976-1979 Krzysztof Drążczyk
- 1979-1981 Władysław Markowski
- 1981-1988 Paweł Markowski
- 1988-2000 Ryszard Andrzejczak
- 2000-2001 Jarosław Żak
- 2001-2006 Ryszard Andrzejczak
- 2006-2008 Piotr Niewiadomski
- 2008-2009 Daiva Jodeikaite
- 2009-2010 Piotr Rozwadowski
- 2010-2011 Miodrag Gajić
- 2011 Piotr Neyder
- 2011-2012 Elżbieta Trześniewska
- 2012-2013 Ryszard Andrzejczak
- 2013-2014 Janusz Wierzbicki
- 2014-2015 Adam Ziemiński
- 2014-2015 Elżbieta Nowak (dawniej Trześniewska)
- 2015-2016 Piotr Rozwadowski
- 2016-2017 Dariusz Raczyński
- 2017-2018 Dejan Kovačević
- 2018-2019 Elmedin Omanić
- 2019-2020 Wojciech Szawarski
- 2020-2024 Anna Chodera
- od 2024 Mariusz Wójcik